# Dasowiczy
Dasowiczy (biał. Дасовічы; ros. Досовичи; pol. hist. Dosowicze) – wieś na Białorusi, w obwodzie mohylewskim, w rejonie mohylewskim, w sielsowiecie Zawadskaja Słabada.
Do 1917 położone były w Rosji, w guberni mohylewskiej, w powiecie bychowskim. Następnie w granicach Związku Sowieckiego. Od 1991 w niepodległej Białorusi.